# El Arbi Hababi
Larbi Hababi (arabe : العربي حبابي), né le 12 août 1967 à Khouribga au Maroc, est un joueur de football international marocain qui évoluait au poste de milieu de terrain.

## Biographie

### Carrière en club
Larbi Hababi est un ancien joueur du club marocain de l'OC Khouribga, et du club tunisien de l'Étoile sportive du Sahel.

### Sélections en équipe nationale
1. 22/03/1989 Bejaia : Algérie vs Maroc 1 - 1 Amical
2. 01/04/1989 Dakar : Sénégal vs Maroc 2 - 1 Amical
3. 09/04/1989 Bamako : Mali vs Maroc 0 - 0 Elim. CAN 1990
4. 23/04/1989 Marrakech : Maroc vs Mali 1 - 1 Elim. CAN 1990
5. 09/08/1990 Tunis : Tunisie vs Maroc  0 - 0 Amical
6. 19/08/1990 Casablanca : Maroc vs Niger 2 - 0 Elim. CAN 1992…………….1 But
7. 27/03/1991 Rabat : Maroc vs Grèce 0 - 0 Amical
8. 20/12/1992 Tunis : Tunisie vs Maroc 1 - 1 Elim. CM 1994
9. 17/01/1993 Addis Abeba : Ethiopie vs Maroc 0 - 1 Elim. CM 1994
10. 31/01/1993 Casablanca : Maroc vs Bénin 5 - 0 Elim. CM 1994
11. 28/02/1993 Casablanca : Maroc vs Tunisie 0 - 0 Elim. CM 1994
12. 11/04/1993 Rabat : Maroc - Malawi 0 - 1 Elim. CAN 1994
13. 23/03/1994 Luxembourg : Luxembourg vs Maroc 1 - 2 Amical………….1 But
14. 20/04/1994 Salta : Argentine vs Maroc : 3 - 1 Amical
15. 01/06/1994 Montréal : Canada vs Maroc : 1 - 1 Amical
16. 19/06/1994 Belgique - Maroc à Orlando 1 - 0 C.M 1994
17. 25/06/1994 Arabie Saoudite - Maroc à New York 2 - 1 C.M 1994
18. 29/06/1994 Pays Bas - Maroc à Orlando 2 - 1 C.M 1994
19. 03/01/1996 Rabat  : Maroc vs Tunisie : 3 - 1 Amical
20. 17/01/1996 Vitrolles (France) : Maroc vs Arménie : 6 - 0 Amical………2 Buts
21. 07/02/1996 Rabat : Maroc vs Luxembourg : 2 - 0 Amical
22. 20/03/1996 Dubai (EAU) : Maroc vs Egypte : 2 - 0 Tournoi EAU
23. 23/03/1996 Dubai (EAU) : Maroc vs Corée du sud : 2 - 2 Tournoi EAU
24. 26/03/1996 : Dubai (EAU) : EAU vs Maroc : 1 - 0 Tournoi EAU
25. 29/08/1996 Settat : Maroc vs Zaïre : 7 - 0 Amical
26. 06/10/1996 Le Caire : Egypte vs Maroc : 1 - 1 Elim. CAN 1998
27. 09/11/1996 Rabat : Maroc vs Sierra Leone : 4 - 0 Elim. CM 1998………1 But
28. 22/02/1997 Sénégal - Maroc à Dakar 0 - 0 Elim. CAN 1998
29. 13/07/1997 Ethiopie - Maroc à Addis Abeba 0 - 1 Elim. CAN 1998
30. 16/08/1997 Maroc - Gabon à Casablanca 2 - 0 Elim. CM 1998
31. 26/11/1997 Maroc - Togo à Rabat 3 - 0 Amical